# Марк Педуцей Сениан
Марк Педуцей Сениан (лат. Marcus Peducaeus Saenianus) — римский политический деятель конца I века.
Присцин происходил из рода, известного ещё во времена Римской республики. Его отцом был либо префект Египта 70 года Луций Педуцей Колон, либо прокуратор Азии в правление императора Клавдия Луций Педуцей Фронтон. Его братом, по всей видимости, был консул 93 года Квинт Педуцей Присцин. В 89 году Сениан занимал должность консула-суффекта. Его супругой была Педания Квинтилла.